# Psychotria elata
Psychotria elata är en måreväxtart som först beskrevs av Olof Swartz, och fick sitt nu gällande namn av Barry Edward Hammel. Psychotria elata ingår i släktet Psychotria och familjen måreväxter. Inga underarter finns listade i Catalogue of Life.